# Estelí (departement)
Estelí je jedním z 15 departementů Nikaraguy. Leží na severu země. Hlavním odvětvím ekonomiky tohoto departementu je pěstování kávovníku. Přes tento departement prochází panamerická dálnice.
Departament Estelí je v současnosti rozdělen na šest částí (Municipio):
1. Condega
2. Estelí
3. La Trinidad
4. Pueblo Nuevo
5. San Juan de Limay
6. San Nicolás